# Fist for Fight
Fist for Fight – najstarsza kompilacja szwedzkiego zespołu Sabaton. Wydana w roku 2000 oraz dołączona do Metalizer Re-Armed Edition w 2010 jako bonus.

## Lista utworów
1. "Introduction" – 0:53
2. "Hellrider" – 3:45
3. "Endless Nights" – 4:48
4. "Metalizer" – 4:42
5. "Burn Your Crosses" – 5:27
6. "The Hammer Has Fallen" – 5:46
7. "Hail to the King" – 4:09
8. "Shadows" – 3:32
9. "Thunderstorm" – 3:07
10. "Masters of the World" – 3:57
11. "Guten Nacht" (dodatek) – 1:11
12. "Birds of War" (początkowo niedostępny) - 4:53